# Glock
Glock è un'azienda austriaca produttrice di coltelli e di armi da fuoco, in particolare di pistole, creata nel 1963.
Ha una sede statunitense, che si trova a Smyrna, in Georgia.

## Storia
Fu fondata dall'ingegnere austriaco Gaston Glock a Deutsch-Wagram, nelle vicinanze di Vienna, come officina per la lavorazione della plastica e dell'acciaio. La combinazione tra la lavorazione di questi due materiali rese competitiva l'azienda nel mercato delle armi, permettendole di diventare ben presto fornitore dell'esercito austriaco con prodotti come coltelli, supporti per mitragliatrici, granate per addestramento, etc.
Nel corso degli anni ottanta la necessità dell'esercito austriaco di acquisire una nuova pistola portò la Glock a concorrere, e a vincere, l'appalto per la fornitura di un'arma leggera. Nel 1985 iniziò ad esportare e produrre nel mercato USA, dove ebbe l'approvazione in ambito civile e militare.

## Prodotti
In totale ci sono 28 modelli numerati progressivamente dal 17 al 44, con varie versioni ciascuna. Sono prodotte in 7 calibri diversi.
Vengono realizzati anche coltelli tattici e fondine a marchio Glock.

### Glock 17
La Glock 17 utilizza una struttura di polimeri, risulta leggera e con una capacità di fuoco superiore alle concorrenti di categoria, oggi colmata. Non presenta  alcuna leva, sicura o comando esterno; il tutto regolato con un sistema integrato nell'arma e nel grilletto. Tale soluzione rende l'arma più semplice e sicura di qualsiasi pistola mai realizzata prima.
La sicurezza e la semplicità dell'arma, che ne fecero comunque la pistola con la più alta potenza di fuoco e velocità di ricarica della categoria, fu resa possibile da tre differenti, e indipendenti, sistemi di sicurezza passiva:
- Trigger Safety
- Firing Pin Safety
- Drop Safety

Dopo un periodo di sviluppo iniziale, il primo prototipo fu pronto all'azione. Il prodotto riuscito in tutti i suoi componenti, con soltanto quattro prototipi supplementari, diede il via alla produzione della pistola Glock 17.

Avendo ottenuto risultati ottimi in termini di affidabilità e prestazioni, la Norvegia (NATO) divenne la seconda nazione a usufruire del prodotto, dotandone il proprio esercito.

### Glock 18
La Glock 18 è una pistola mitragliatrice a fuoco selettivo.